# Hayashi Jussai

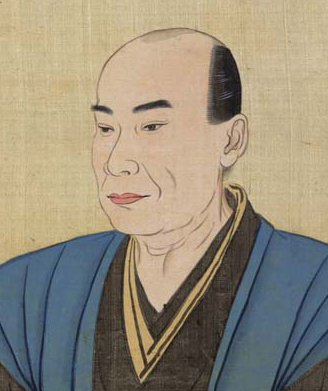

Hayashi Jussai est un nom japonais traditionnel ; le nom de famille (ou le nom d'école), Hayashi, précède donc le prénom (ou le nom d'artiste).
Hayashi Jussai (林 述斎), né le 10 août 1768 au Japon et décédé à l'âge de 73 ans le 30 août 1841 à Edo au Japon, est un lettré néo-confucéen, administrateur du système des hautes études du shogunat Tokugawa durant l'époque d'Edo. 

## Académicien
Jussai est le huitième Daigaku-no-kami (« Dieu des études ») de la famille Hayashi mais le sixième officiel.
Il devient le sixième recteur officiel du Shōhei-kō (plus tard renommé en Yushima Seidō). Cette institution est au sommet du système d'enseignement et de formation du shogunat Tokugawa. Le titre de Daigaku-no-kami désigne le chef de l'éducation nationale.
Il fait partie des lettrés confucéens du clan Hayashi, qui furent les conseillers personnels des shogun Tokugawa. Le patriarche du clan, Hayashi Razan, qui vivait pour témoigner de son raisonnement philosophique et pragmatique, est à l'origine de l'idéologie néoconfucéenne officielle du Bakufu.
Cette évolution fut en partie élaborée sur l'idée que les samouraï formaient la classe gouvernante cultivée (bien qu'ils fussent en grande partie illettrés au début du shogunat Tokugawa). Razan aida à légitimer le rôle militariste du bakufu au début de son existence. Sa philosophie est intéressante par le fait qu'elle encourage la classe des samouraï à se cultiver elle-même, une tendance qui deviendra de plus en plus répandue au cours de la vie de Razan et même après. L'aphorisme de Razan est à l'origine de ce point de vue :
« Aucune vérité n'est apprise sans les armes et il n'y a point de véritables armes sans apprentissage » .
Hayashi Razan et sa famille jouèrent un rôle important pour aider à cristalliser les fondements théoriques du shogunat Tokugawa. 
Jussai est le fils de Matsudaira Norimori du domaine d'Iwamura. Il est nommé héritier par Matsudaira Sadanobu pour sauver le clan Hayashi de l'extinction.